# Pineville (Carolina del Nord)
Pineville è una città degli Stati Uniti d'America situata nella Carolina del Nord, nella Contea di Mecklenburg.